# Spoorlijn Faugères - Paulhan
De spoorlijn Faugères - Paulhan was een Franse spoorlijn van Faugères naar Paulhan. De lijn was 28,3 km lang en heeft als lijnnummer 730 000.

## Geschiedenis
De lijn werd in gedeeltes geopend door de Compagnie des Chemins de fer du Midi, van Roujan-Neffiès naar Paulhan op 29 maart 1875 van Gabian naar Roujan-Neffiès op 15 december 1876 en van Faugères naar Gabian op 10 april 1877.
Personenvervoer was er tot 14 november 1970, goederenvervoer tot 3 april 1972, daarna is de lijn volledig opgebroken.

## Aansluitingen
In de volgende plaatsen is of was er een aansluiting op de volgende spoorlijnen:
Faugères
RFN 722 000, spoorlijn tussen Béziers en Neussargues
Paulhan
RFN 694 000, spoorlijn tussen Paulhan en Montpellier
RFN 732 000, spoorlijn tussen Vias en Lodève